# John McHardy Sinclair
John McHardy Sinclair (14 de junio de 1933 – 13 de marzo de 2007), lingüista británico.

## Carrera
Fue Profesor de Lengua Inglesa Moderna en la Universidad de Birmingham (1965-2000). Fue pionero en la lingüística de corpus, análisis del discurso, lexicografía y enseñanza de idiomas.
Fundó el proyecto COBUILD con la finalidad de crear léxicos a base de corpus para estudiantes de lengua inglesa.
Fue asesor del Cobuild English Language Dictionary de Collins, cuya primera edición apareció en 1987.
Después de retirarse de la actividad académica fundó el Tuscan Word Centre con su segunda esposa Elena Tognini-Bonelli para brindar cursos de lingüística de corpus.
Su hermana es la lexicógrafa B. T. S. Atkins.

## Obras destacadas
- Towards the Analysis of Discourse, (con Malcolm Coulthard), 1975
- Corpus, Concordance, Collocation, (Oxford University Press, 1991)
- Reading Concordances, 2003
- Trust the Text, 2004
- Linear Unit Grammar, 2006.